# دمبل (ایتالیا)
دمبل (به ایتالیایی: Dambel) یک کومونه در ایتالیا است که در ترنتینو واقع شده‌است. دمبل ۵٫۱ کیلومتر مربع مساحت و ۴۳۶ نفر جمعیت دارد و ۷۵۰ متر بالاتر از سطح دریا واقع شده‌است.